# Venit
În domeniul afacerilor, venitul reprezintă o sumă de bani pe care o companie o primește din activitățile sale normale de afaceri, de obicei, din vânzarea de bunuri și servicii. În multe țări, cum ar fi Regatul Unit, venitul este menționat ca cifra de afaceri. 
Unele companii primesc venituri din dobânzi, dividende sau redevențele plătite lor de către alte companii. Veniturile se pot referi la cifra de afaceri în general, sau se pot referi la suma, într-o unitate monetară, primită pe parcursul unei perioade de timp, de exemplu "Anul trecut, societatea X a avut venituri de 42 de milioane de dolari."
Profitul sau venitul net implică, în general, veniturile totale minus cheltuielile totale într-o anumită perioadă de timp. În contabilitate, venitul este adesea menționat ca "linia de sus", datorită poziției pe care o ocupă în declarația de venit. Acesta se află în contrastat cu "linia de jos", care denotă venitul net.
Pentru organizațiile fără scop lucrativ, veniturile anuale pot fi menționate ca venituri brute. Aceste venituri includ donații de la persoane fizice și corporații, de sprijin de la agențiile guvernamentale, venituri din activități legate de misiunea organizației și venituri din activități de strângere de fonduri, cotizațiile membrilor și investiții financiare. Pentru guvern, venitul brut cuprinde veniturile din impozitul pe venit pentru companii și persoane fizice, accize, taxe vamale, alte impozite, vânzările de bunuri și servicii, dividende și dobânzi.